# Giải quần vợt Pháp Mở rộng 2018 - Đôi nữ xe lăn
Marjolein Buis và Yui Kamiji là đương kim vô địch, nhưng thua trước Diede de Groot và Aniek van Koot ở trận chung kết, 1-6, 3-6.

## Hạt giống
1. Marjolein Buis /  Yui Kamiji (Chung kết)
2. Diede de Groot /  Aniek van Koot (Vô địch)

## Kết quả

### Từ viết tắt
| - Q = Vòng loại - WC = Đặc cách - LL = Thua cuộc may mắn - Alt = Thay thế - SE = Miễn đặc biệt | - PR = Bảo toàn thứ hạng - w/o = Thắng nhờ đối thủ rút lui trước trận đấu - r = Bỏ cuộc giữa trận đấu - d = Bị xử thua - SR = Xếp hạng đặc biệt |

### Chung kết
|  | Bán kết | Bán kết                            | Bán kết | Bán kết                       | Bán kết |                           |   | Chung kết | Chung kết | Chung kết | Chung kết | Chung kết |  |
|  |         |                                    |         |                               |         |                           |   |           |           |           |           |           |  |
|  | 1       | Marjolein Buis Yui Kamiji          | 6       | 7                             |         |                           |   |           |           |           |           |           |  |
|  | 1       | Marjolein Buis Yui Kamiji          | 6       | 7                             |         |                           |   |           |           |           |           |           |  |
|  |         | Sabine Ellerbrock Katharina Krüger | 4       | 61                            |         |                           |   |           |           |           |           |           |  |
|  |         | Sabine Ellerbrock Katharina Krüger | 4       | 61                            | 1       | Marjolein Buis Yui Kamiji | 1 | 3         |           |           |           |           |  |
|  |         |                                    |         |                               |         | Marjolein Buis Yui Kamiji | 1 | 3         |           |           |           |           |  |
|  |         |                                    | 2       | Diede de Groot Aniek van Koot | 6       | 6                         |   |           |           |           |           |           |  |
|  |         | Charlotte Famin Kgothatso Montjane | 2       | Diede de Groot Aniek van Koot | 6       | 6                         | 0 | 0         |           |           |           |           |  |
|  |         |                                    |         |                               |         |                           |   | 0         |           |           |           |           |  |
|  | 2       | Diede de Groot Aniek van Koot      | 6       | 6                             |         |                           |   |           |           |           |           |           |  |